# Rathausmuseum Sempach

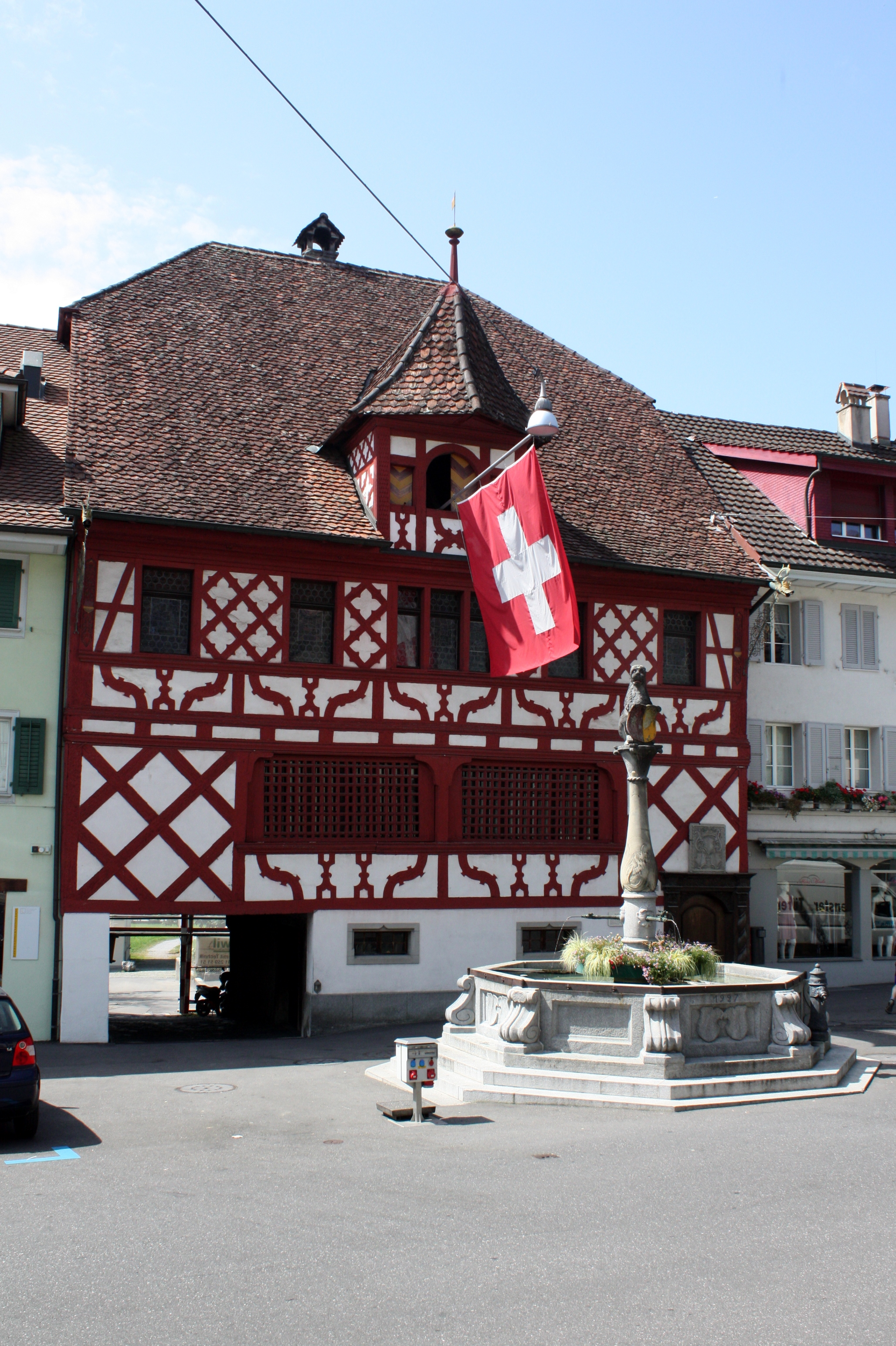
Das Sempacher Rathaus mit Brunnen (2011, vor dem Umbau)

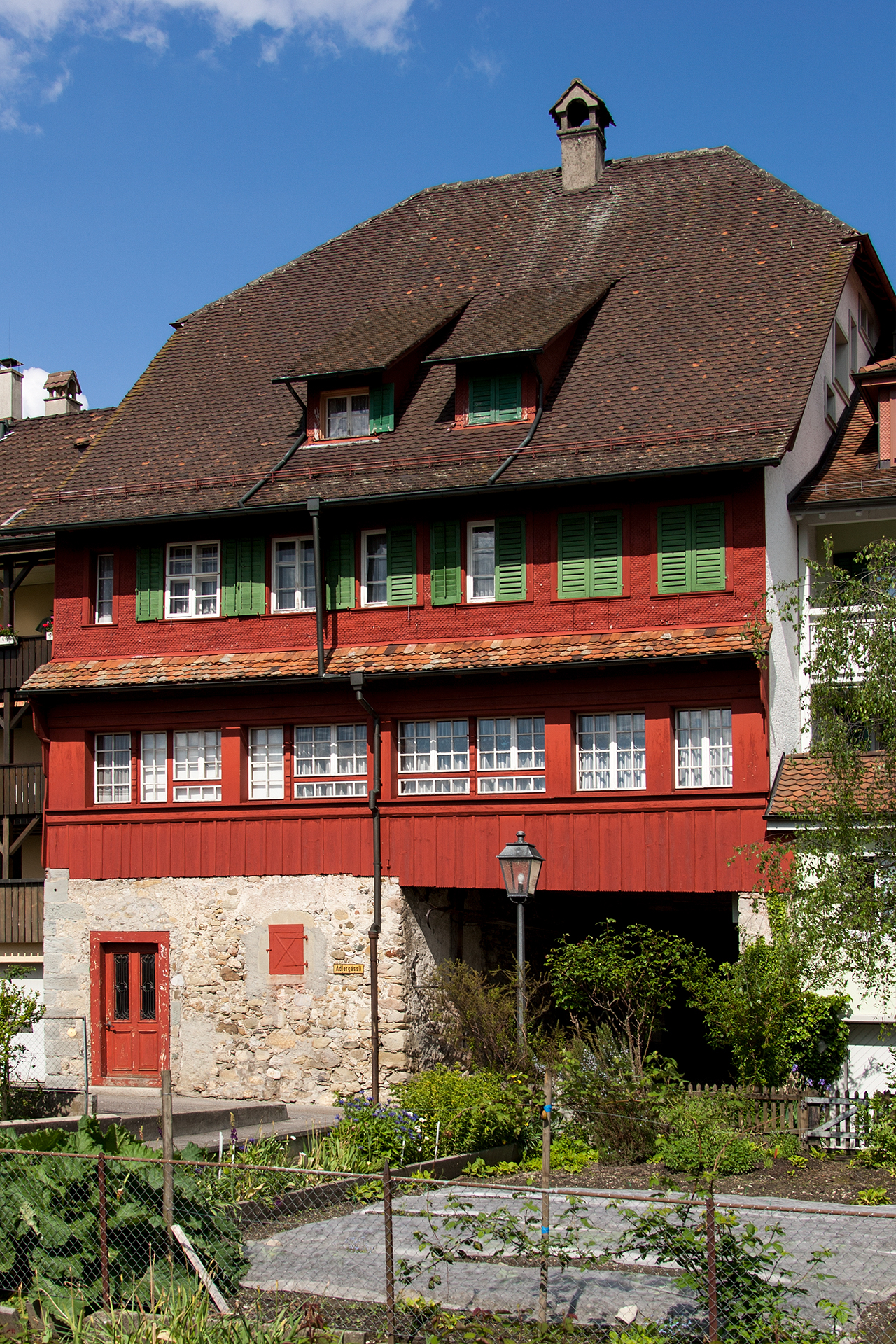
Das Sempacher Rathaus vom See her gesehen (2006)

Das Rathausmuseum Sempach ist ein lokalhistorisches Museum im spätmittelalterlichen Rathaus der Stadt Sempach im Kanton Luzern. Es wurde 2014 neu eröffnet.

## Rathaus

### Bedeutung und frühere Nutzung
Das ab 1474/75 erbaute Rathaus ist ein vierstöckiger Fachwerkbau an der Hauptgasse Sempachs, welche heute den Namen «Stadtstrasse» trägt. Seine Lage im Ortszentrum zwischen den beiden Stadttoren versinnbildlicht den Aufschwung städtischer Gemeinwesen in einer Gegend, welche einige Jahrzehnte zuvor noch von den Burgen habsburgischer Dienstleute beherrscht war. Um 1470 war die 1386 begonnene Herausbildung des Luzerner Herrschaftsgebiets auf dem Land abgeschlossen. Beinahe zeitgleich entstanden nun Rathäuser in Sempach sowie im benachbarten Sursee. Sie lagen nicht weit vom Kreuzungspunkt wichtiger Handelsstrassen im Schweizer Mittelland entfernt.
Während Jahrhunderten diente das Rathaus als eigentliches Mehrzweckgebäude für politische und wirtschaftliche Zwecke: Im Erdgeschoss befand sich bis in die 1830er Jahre eine Schlachterei, in der Tuchlaube im ersten Stock wurde gehandelt. Darüber befanden sich zwei Ratsstuben. Die grosse Ratsstube, der heutige Bürgersaal, ist noch erhalten. Für die Jahre 1636 bis 1638 ist eine Renovation belegt.
Nach dem Ende der Alten Eidgenossenschaft war das Rathaus nicht mehr im Besitz der Stadt, sondern gehörte der Korporation Sempach. In den Jahren 1887 bis 1891 wurde es von Seraphin Xaver Weingartner umfassend saniert, eine spätere Renovation erfolgte 1942 bis 1945. Zwischen 1946 und 1955 befand sich in den frisch eingerichteten Büroräumlichkeiten in der Tuchlaube der Sitz der Schweizerischen Vogelwarte Sempach. 1971 wurde in den gleichen Räumen ein kleines Rathausmuseum eingerichtet.

### Umbau
2011 übergab die Korporation das Gebäude an die neugegründete Stiftung Rathaus Sempach. Zwischen 2012 und 2014 wurde das Sempacher Rathaus für 4,4 Millionen Franken erneut renoviert. Der denkmalgeschützte Bau erhielt eine moderne Konzeption. Mit dem Umbau beabsichtigte die Stiftung, das Gebäude von nationaler Bedeutung wieder zu einem kulturellen, wirtschaftlichen und politischen Treffpunkt zu machen.
Bei den Bauarbeiten wurde der Estrich zu einem Dachgeschoss ausgebaut. Im Innern wurden ein Lift, eine Küche sowie Toiletten eingerichtet. Dadurch kann das Rathaus nicht nur als Museum, sondern auch als Veranstaltungslokal genutzt werden. Aus den getrennten Räumen in der Tuchlaube wurde ein multifunktionaler Saal. Daneben wurde aus statischen Gründen das Rathausbögli, der Durchgang zwischen der Gasse und der Seeseite, mit einer Stütze verstärkt. Das Fachwerk an der Westfassade, das die Baugeschichte von 1474 bis 1887 abbildet, ist nun durch eine rote Konstruktion mit einem beweglichen Lamellenvorhang geschützt.
Die Stiftung, die das Rathaus betreibt, und der seit 1996 bestehende Museumsverein, welcher für das Museum zuständig ist, arbeiten zusammen.

## Ausstellung
Die am 19. Juni 2014 eröffnete Ausstellung befasst sich mit der Geschichte des Städtchens Sempach vom Spätmittelalter bis zum 21. Jahrhundert. Im Dachgeschoss werden die Schlacht bei Sempach vom 9. Juli 1386 sowie die Erinnerungskultur rund um die Schlacht thematisiert. Während eines Rundgangs erhalten die Besucher auf einem Tablet Beschreibungen und weiterführende Informationen zu den Objekten.

### Stadtgeschichte

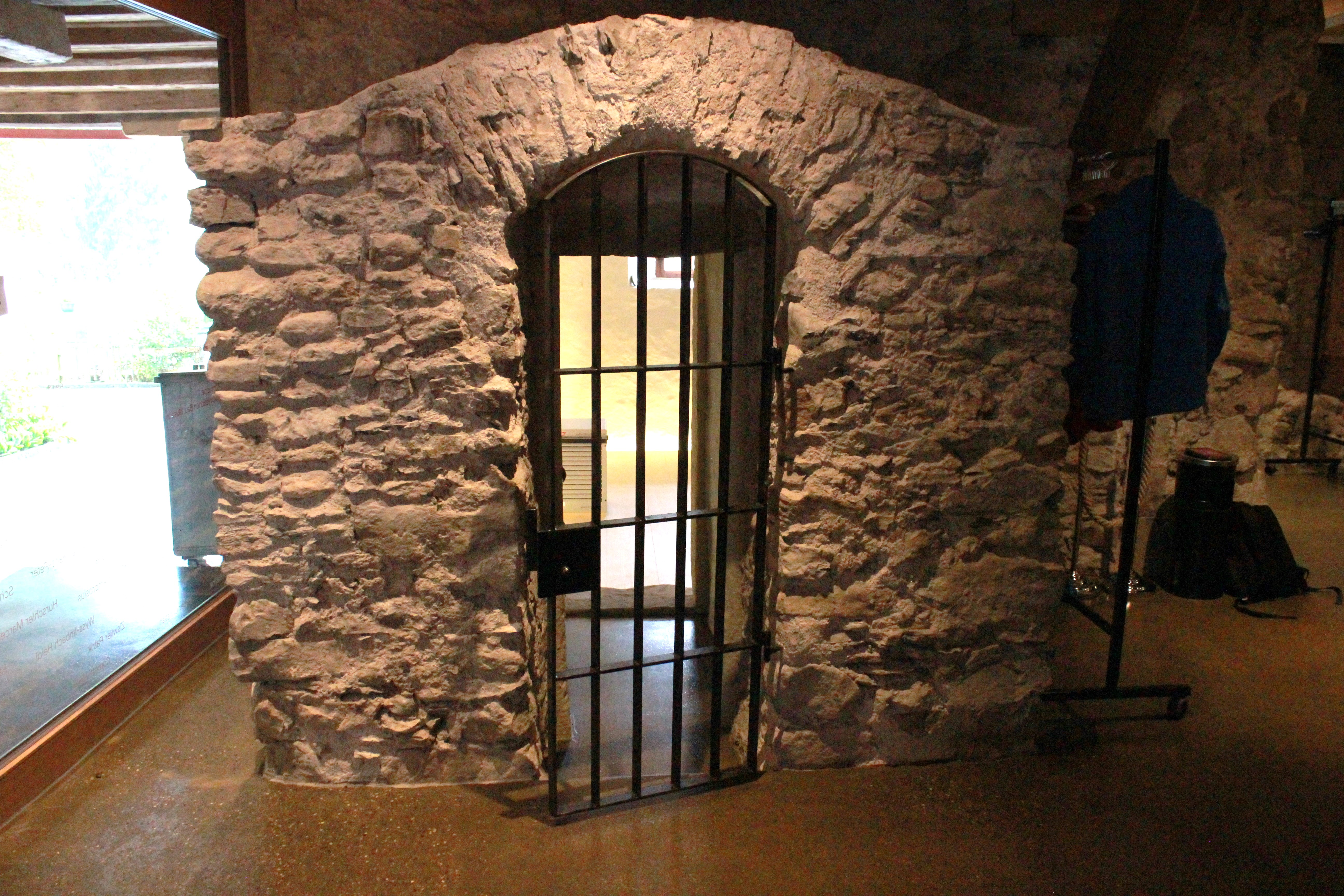
Der Archivraum im Erdgeschoss

Im Erdgeschoss werden sakrale Gegenstände und Objekte der Volksfrömmigkeit, welche den religiösen Alltag vergangener Zeiten dokumentieren, im ehemaligen Archivraum des Rathauses ausgestellt.
Die Tuchlaube illustriert die Ortsgeschichte in den Bereichen Handel, Handwerk und Gewerbe, Verkehr, Politik, Bauen und Landwirtschaft. Auch zwei in der Gegend gefundene römische Münzen aus dem 1. Jahrhundert n. Chr. sind zu sehen.
Im zweiten Stock wurde neben dem Bürgersaal ein Foyer mit Blick auf den Sempachersee eingerichtet. Die dort befindlichen Vitrinen geben einen Einblick in die Vergangenheit dieses Sees.

### Schlachtgeschichte

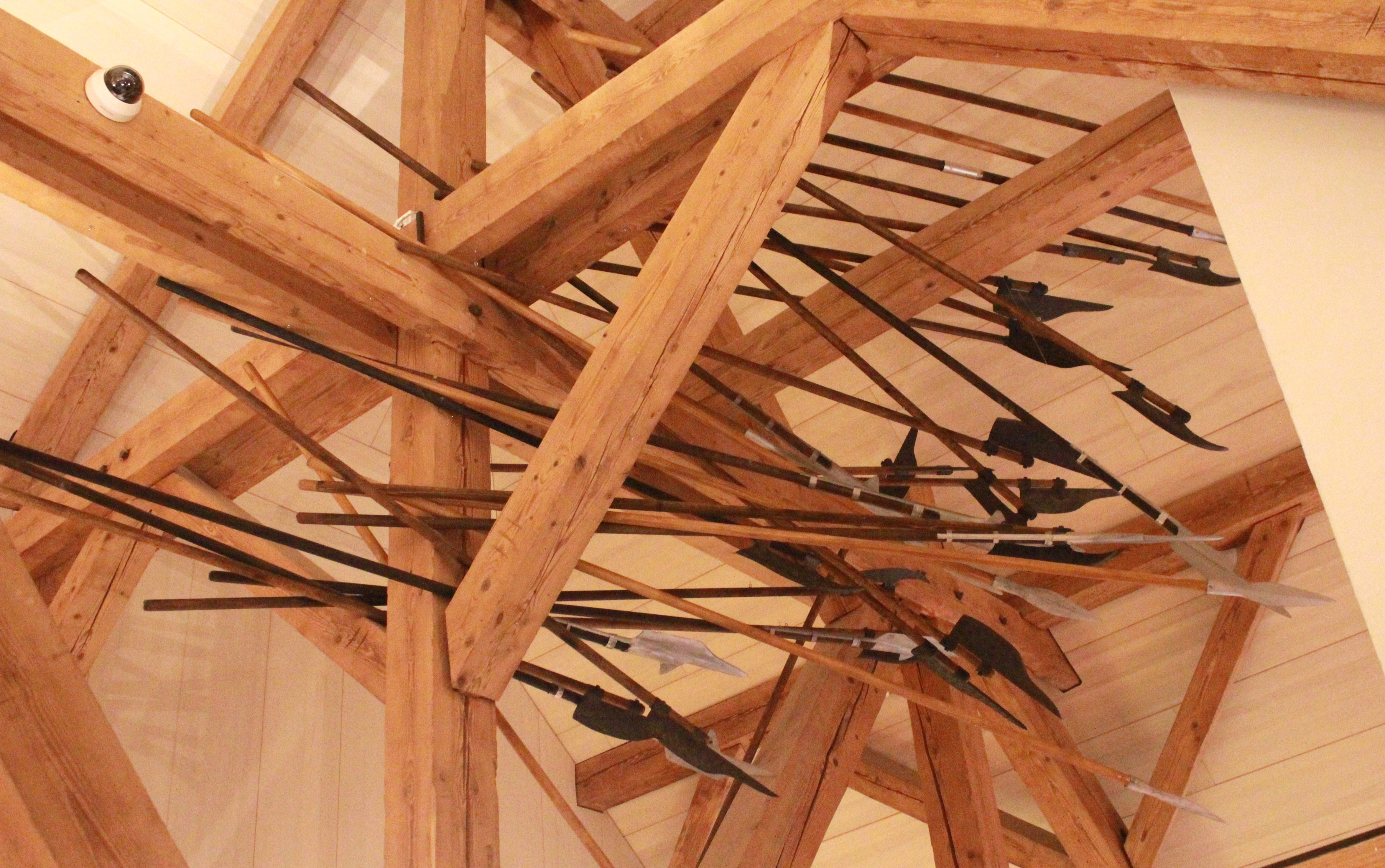
Hellebarden als Deckenschmuck

Der Ausstellungsbereich im Dachgeschoss ist der Schlacht bei Sempach und der Erinnerungskultur gewidmet. Im Mittelpunkt stehen der heutige Wissensstand zu den Umständen und dem Verlauf der Schlacht, der Mythos um den Schlachthelden Arnold Winkelried sowie der Wandel der jährlichen Gedenkfeiern. Die erste Erwähnung einer Heldenfigur fällt übrigens in die Zeit der Erbauung des Sempacher Rathauses, als sich in den Burgunderkriegen ein Zusammengehörigkeitsgefühl der Eidgenossen entwickelte.
Eine Nachbildung des Winkelriedsteins auf dem Schlachtgelände dient als Videostation mit Filmaufnahmen zu früheren Gedenkfeiern. Hellebarden an der Decke bilden eine weitere Anspielung an den Schlachtmythos.

## Bürgersaal mit Kabinettscheiben

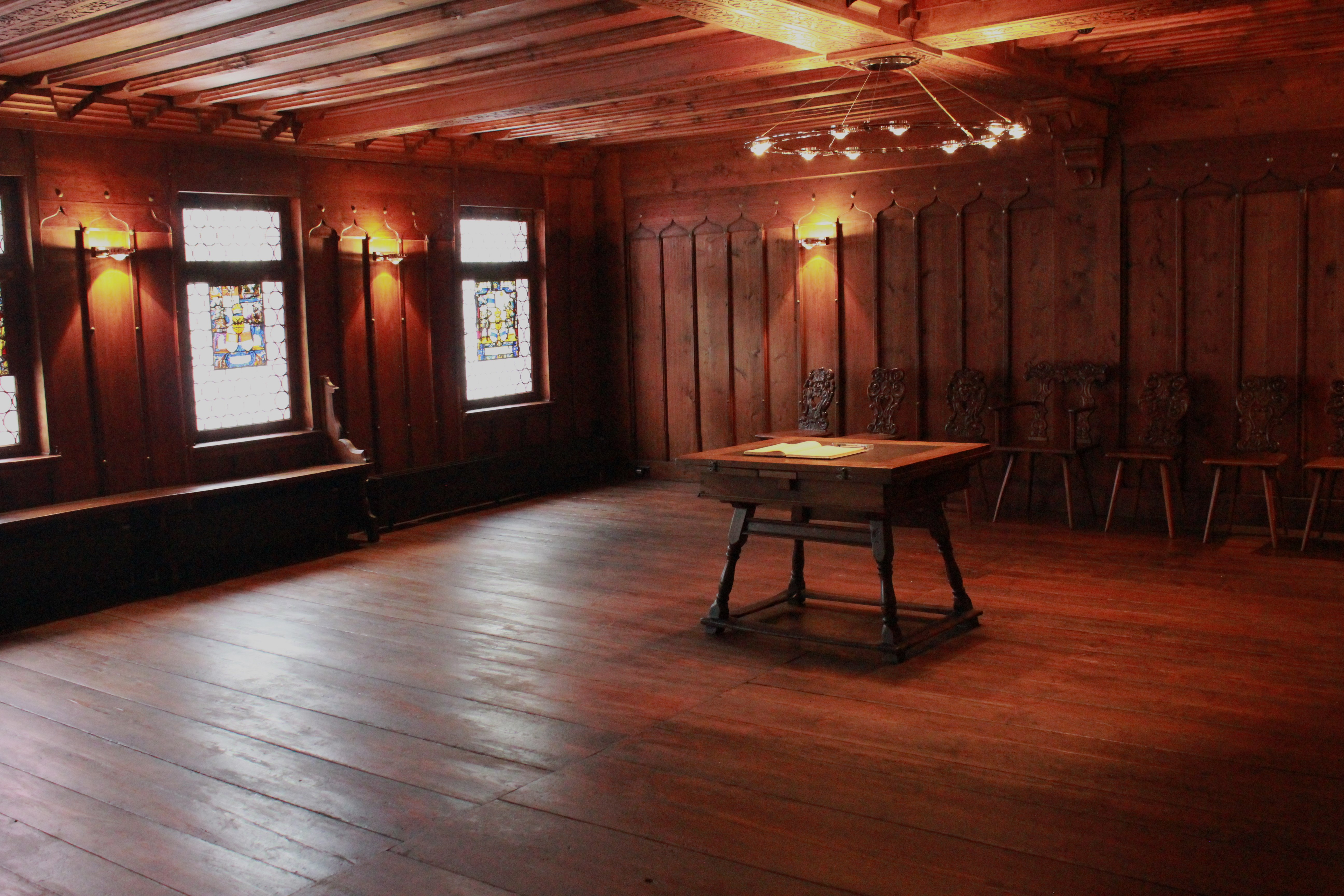
Der Bürgersaal

Die Ratsstube im zweiten Stock wurde nach dem Umbau um 1640 mit Kabinettscheiben ausgestattet, die heute noch gut erhalten sind. Sie wurden von benachbarten Städten und Ständen zur Einweihung gestiftet. Ende des 18. Jahrhunderts wurde die Ratsstube neu möbliert. Um 1801 diente sie als Theaterlokal.
Durch die historistische Gesamtrenovation nach den 500-Jahr-Feiern der Schlacht bei Sempach wurde der holzgetäferte Saal im spätgotischen Stil neu ausgestattet, nach dem Vorbild von Fragmenten, die unter jüngeren Bretterschichten verborgen waren. Die Kabinettscheiben wurden von Butzenscheiben umrahmt.
Seinen musealen Charakter behielt der Bürgersaal auch nach dem jüngsten Rathausumbau bei, nur geringe technische Anpassungen wurden vorgenommen. In der Museumskonzeption steht der Raum stellvertretend für Politik und Repräsentation. Er wird für Ziviltrauungen, Bankette oder andere Veranstaltungen genutzt.
Die Reihenfolge der sieben Kabinettscheiben am Fenster, von links nach rechts:

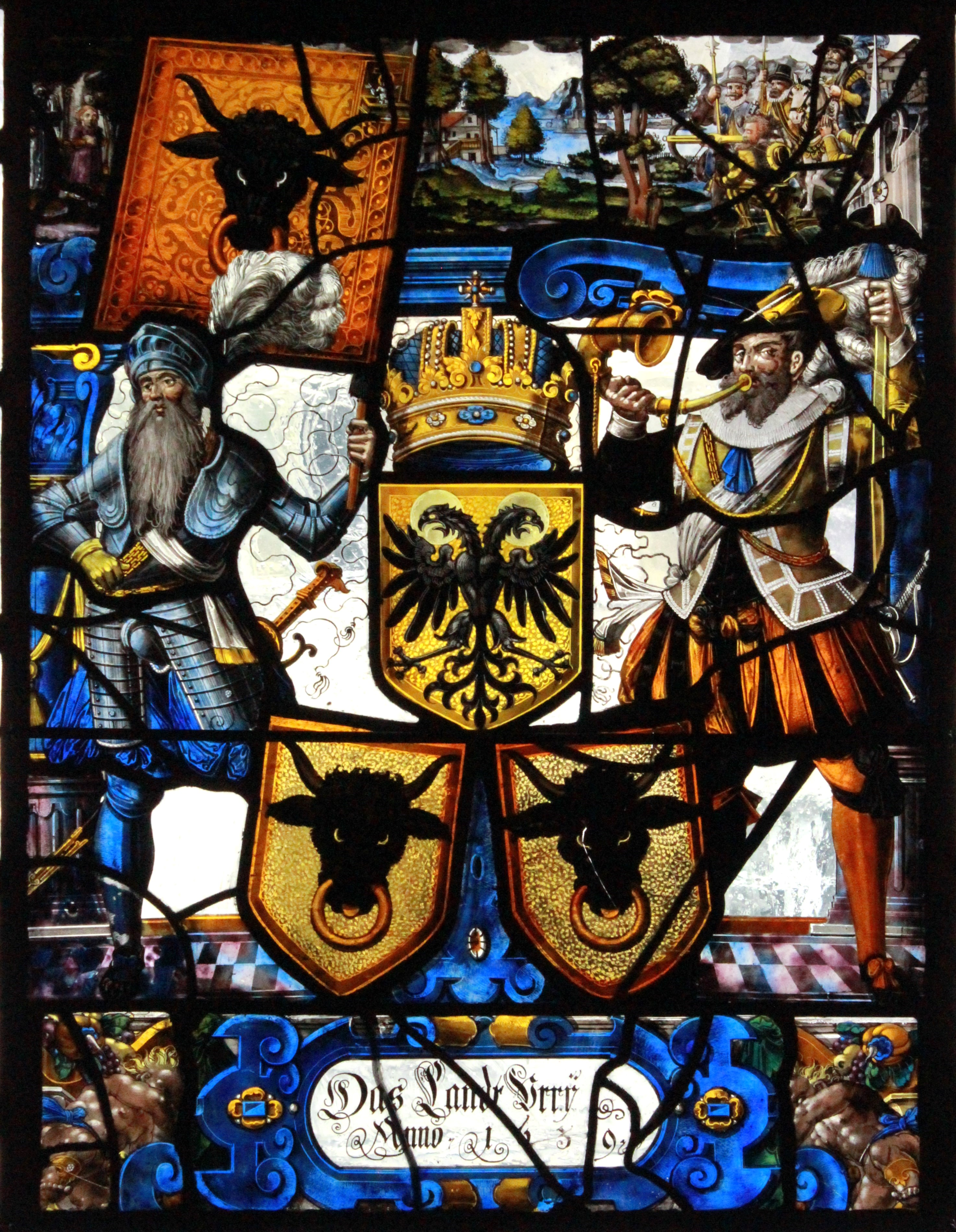
Stand Uri
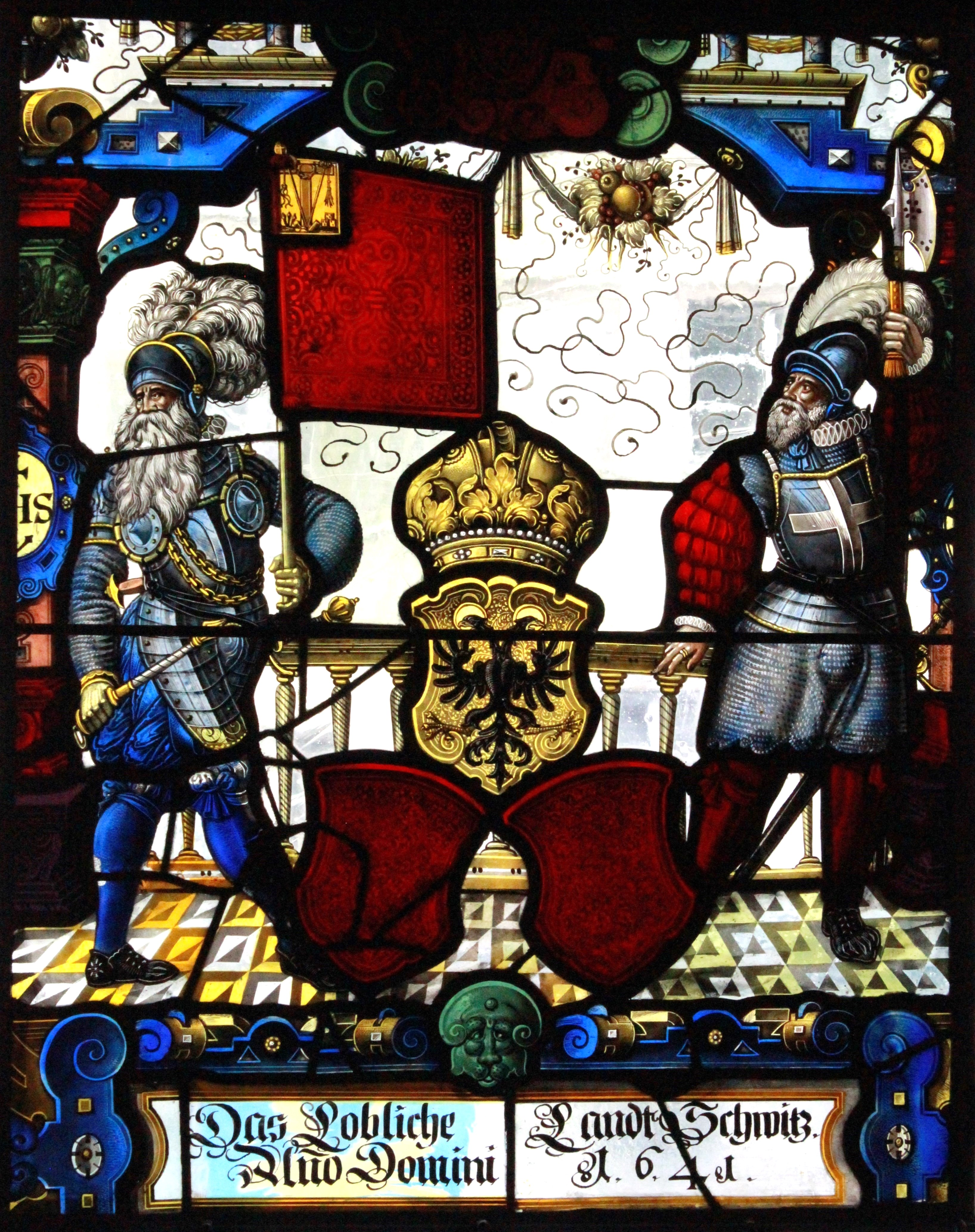
Stand Schwyz
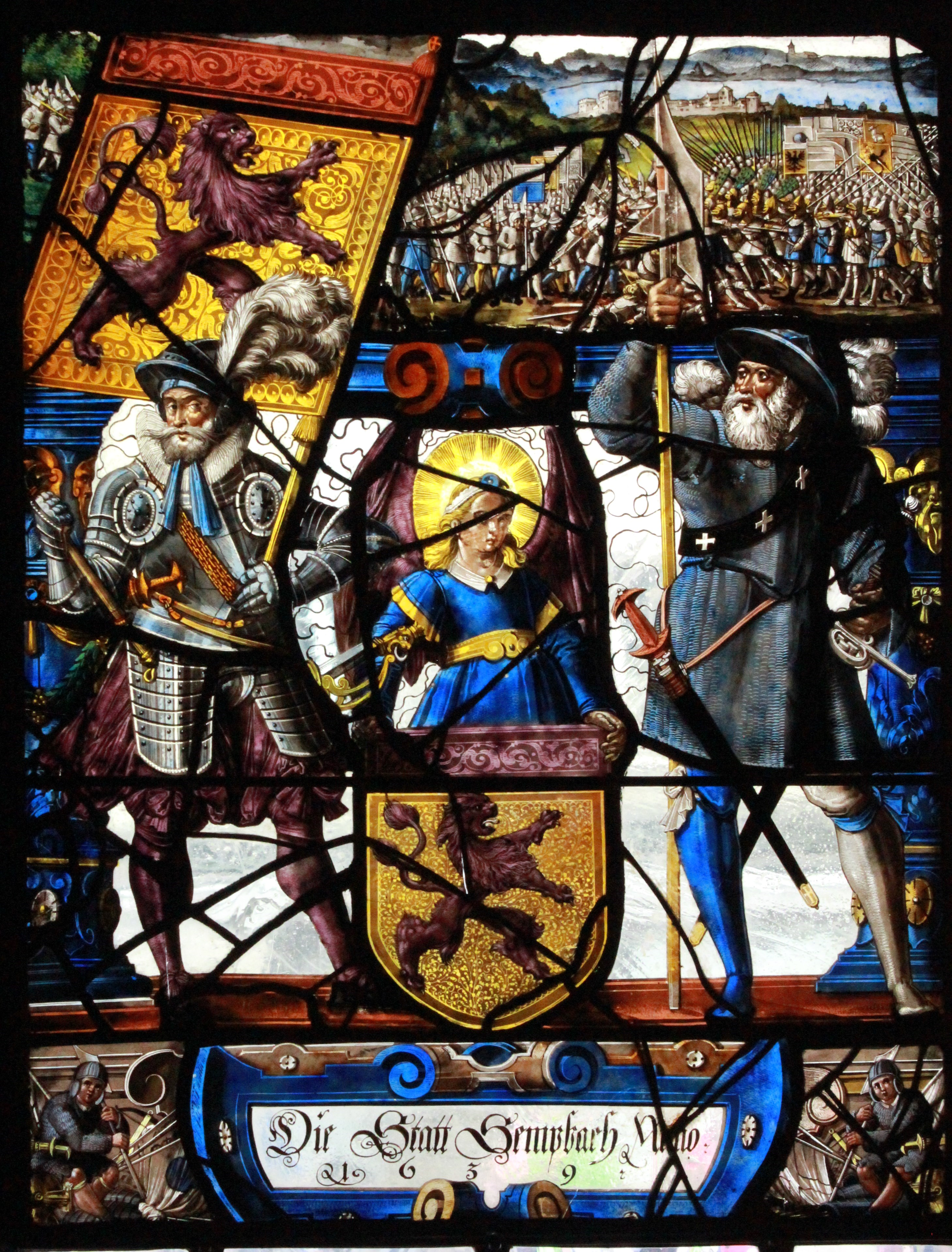
Stadt Sempach
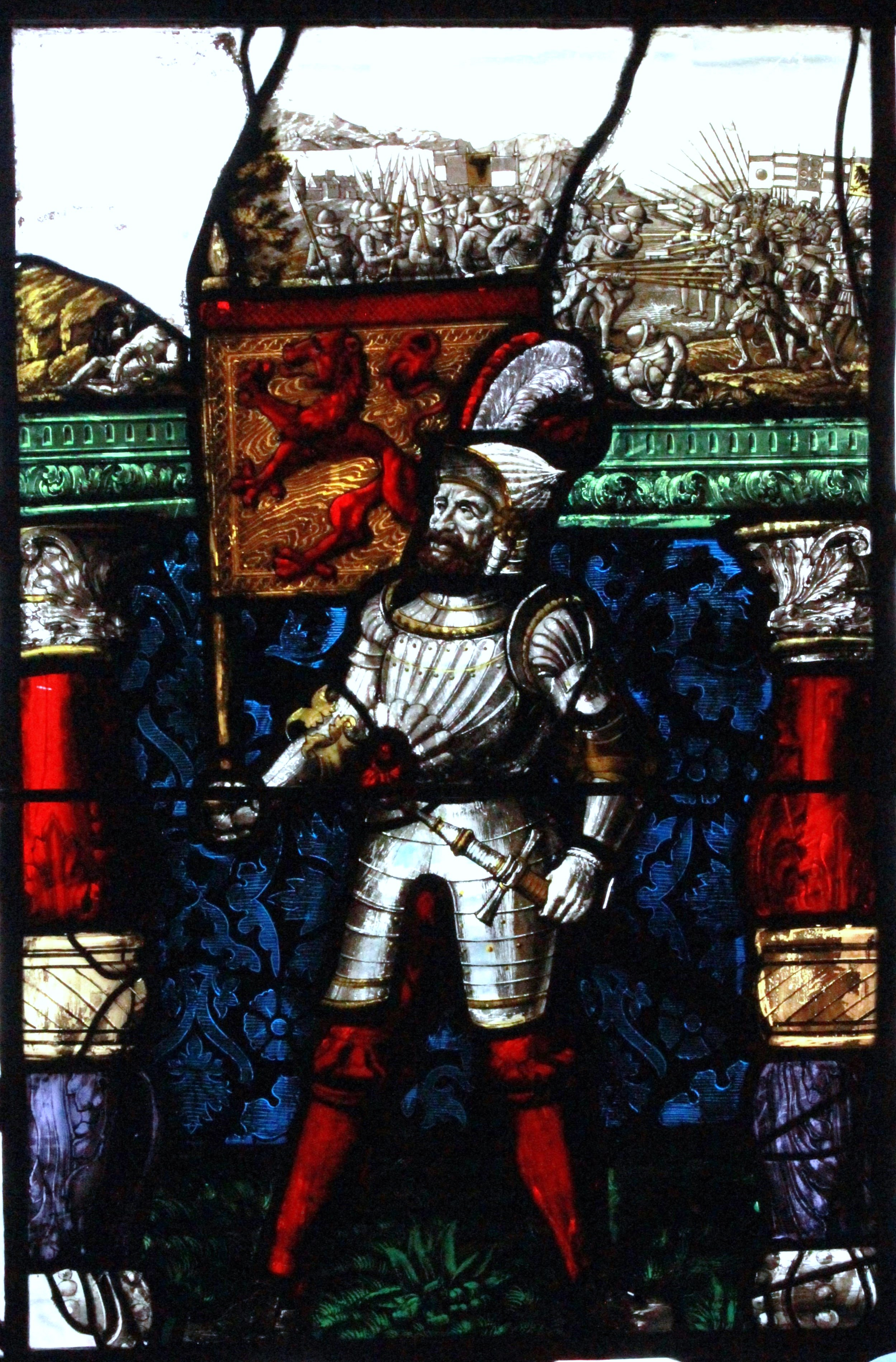
Sempacher Banner
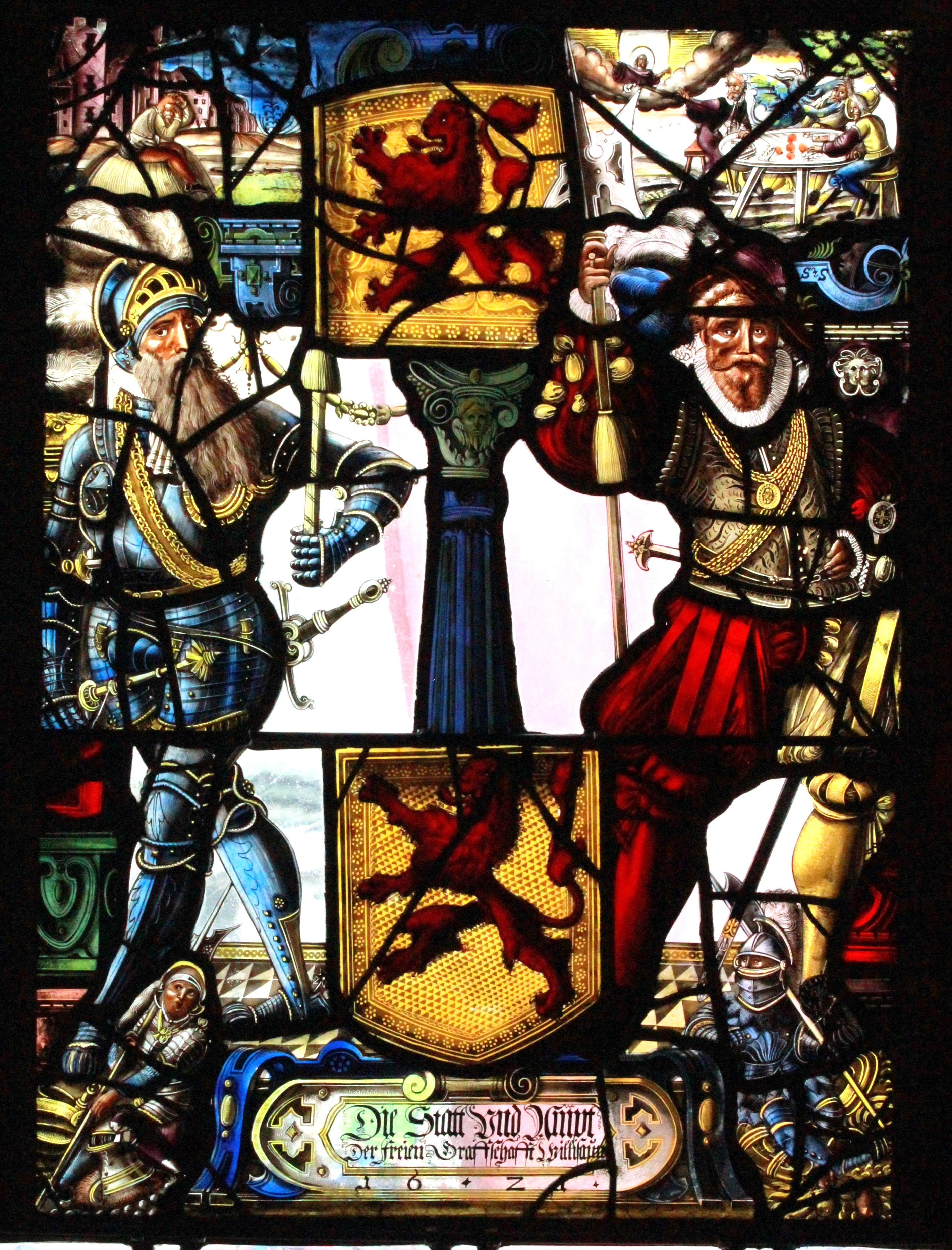
Stadt und Amt Willisau
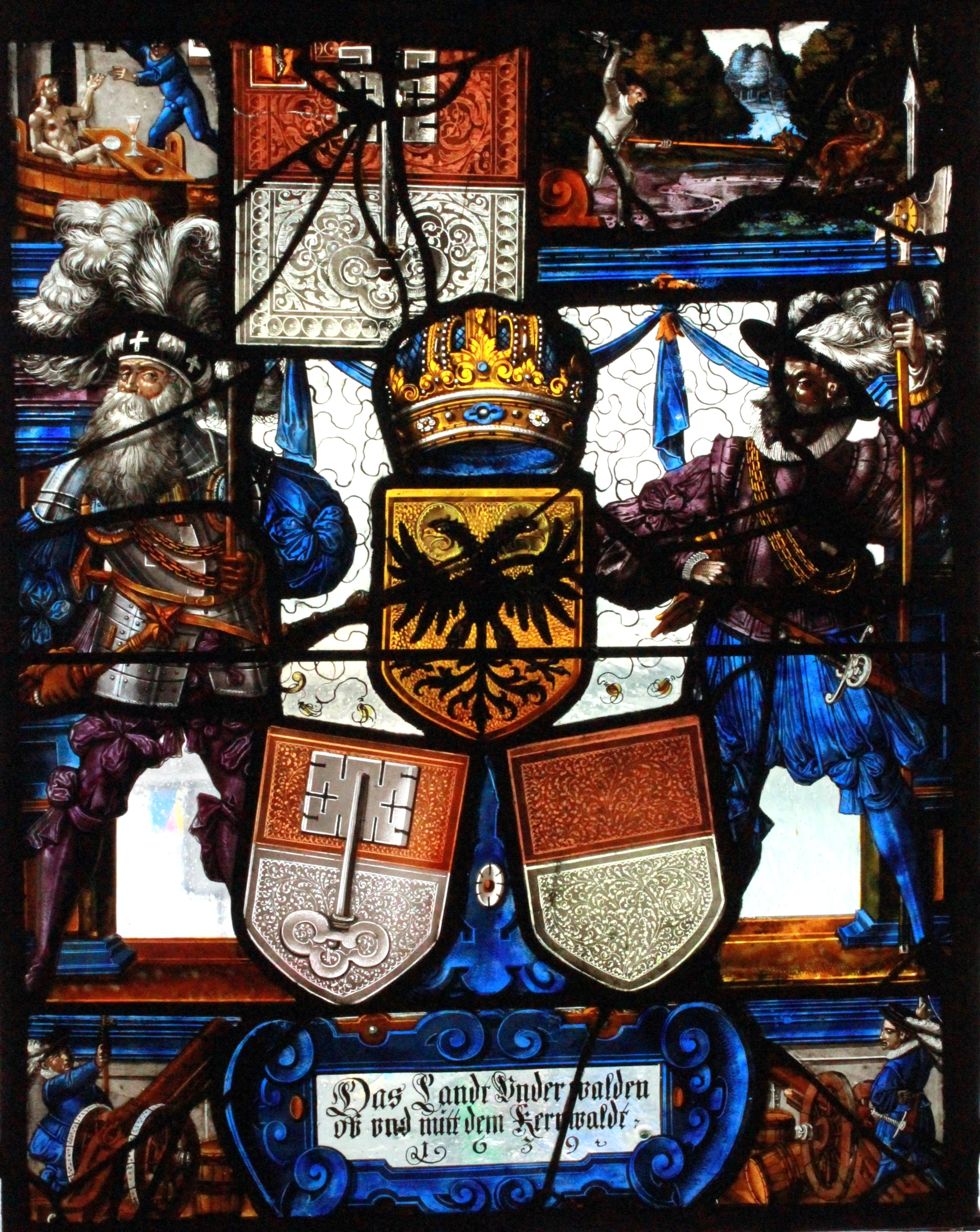
Stand Unterwalden
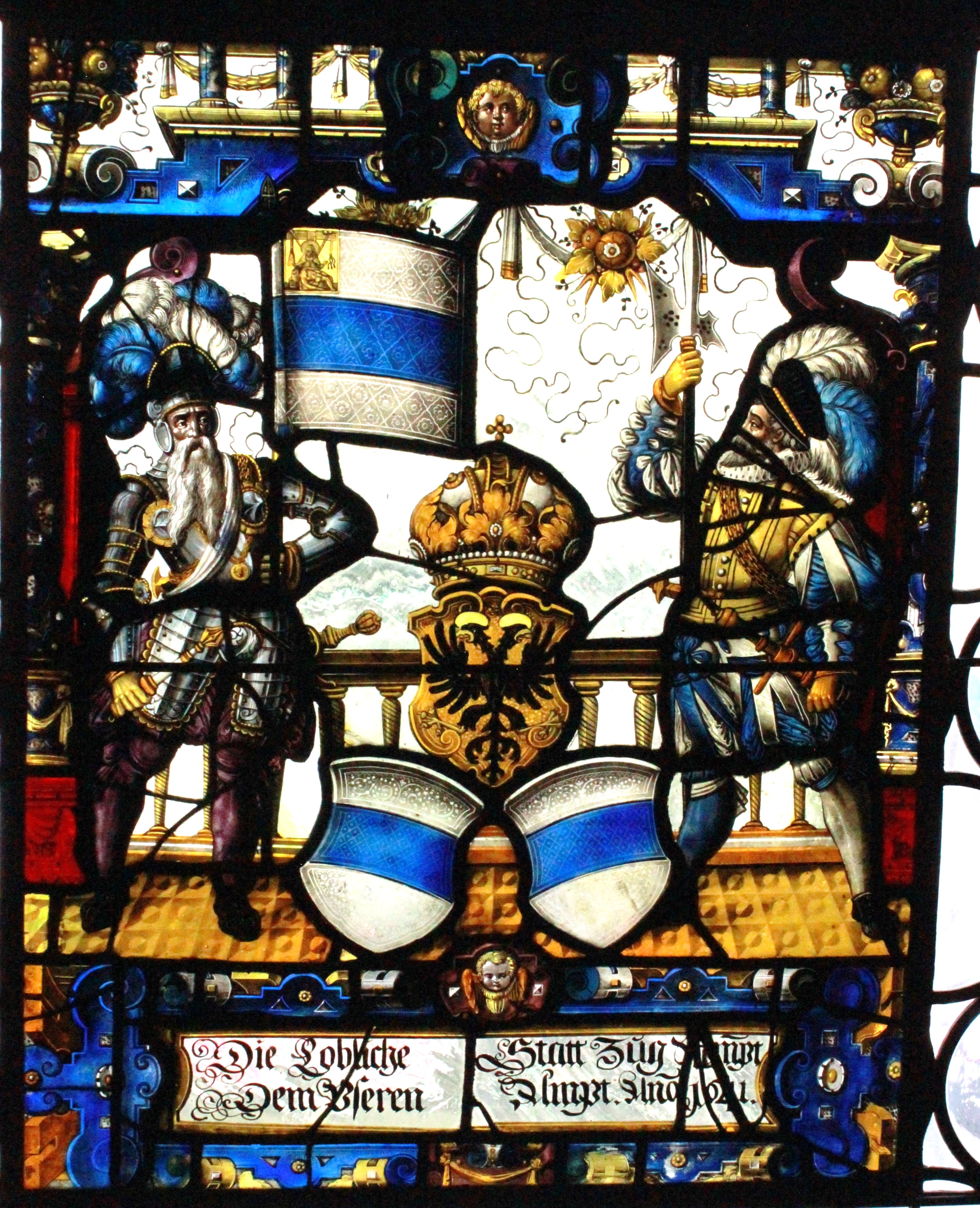
Stand Zug